# جوزف گلیزر
جوزف گلیزر (انگلیسی: Josef Glaser; ۱۱ مهٔ ۱۸۸۷ – ۱۲ اوت ۱۹۶۹) بازیکن فوتبال اهل آلمان بود.
از باشگاه‌هایی که در آن بازی کرده‌است می‌توان به باشگاه فوتبال فرایبورگر اشاره کرد.